# يوسف بطرس غالي
يوسف رؤوف يوسف بطرس غالي كان وزيرا للمالية في حكومة أحمد نظيف قبل سقوطها وهو أيضا ابن شقيق بطرس بطرس غالي الأمين العام السابق للأمم المتحدة ولد في 20 أغسطس 1952 م في مدينة القاهرة
في سنة 1974 م حصل على بكالوريوس كلية الاقتصاد والعلوم السياسية جامعة القاهرة وفي 1981 نال دكتوراه في الاقتصاد من معهد ماساتشوستس للتقنية بالولايات المتحدة الأمريكية.

## تسلسله الوظيفي
تولى الدكتور يوسف بطرس غالي منصب وزير المالية منذ يوليو 2004، قبل ذلك كان يتولى منصب وزير التجارة الخارجية منذ نوفمبر 2001 وحتى يوليو 2004. وقد شغل الدكتور يوسف بطرس غالي منصب وزير الاقتصاد والتجارة الخارجية منذ أكتوبر 1999،
وفي الفترة من يوليه 1997 إلى سبتمبر 1999 شغل منصب وزير الاقتصاد، وفي الفترة من يناير 1996 إلى يونيه 1997 كان وزيرا للدولة للشئون الاقتصادية.
وفي الفترة من أبريل 1993 إلى ديسمبر 1995 كان وزيرا للدولة للتعاون الدولي ووزير الدولة لشئون مجلس الوزراء.
وخلال الفترة من 1986 إلى 1993 عمل مستشارا اقتصاديا لكل من رئيس مجلس الوزراء ومحافظ البنك المركزي المصري.
وقبل أن يتولى هذه المناصب عمل خبيرا اقتصاديا لمدة ست سنوات في صندوق النقد الدولي (في الفترة من 1981 إلى 1986).
وقبل الدخول في مجال العمل السياسي، كان يشغل منصبا أكاديميا متميزاً فهو حاصل على درجة البكالوريوس في الاقتصاد من جامعة القاهرة وفي عام 1981 حصل على درجة الدكتوراه في الاقتصاد من معهد ماساتشوستس للتقنية.
كان الدكتور يوسف بطرس غالي يعمل أستاذا مساعدا في الاقتصاد بكلية الاقتصاد والعلوم السياسية جامعة القاهرة، ومديراً لمركز التحليل الاقتصادي بمجلس الوزراء، وفي الفترة من 1991 إلى 1993 كان عضوا بمجلس إدارة البنك الأهلي المصري.
وعمل أيضا محاضرا للاقتصاد في الجامعة الأمريكية بالقاهرة، وأيضا محاضراً بمعهد ماساشوستس للتكنولوجيا بالولايات المتحدة الأمريكية.
وقد قام الدكتور يوسف بطرس غالي خلال السنوات العشرين الأخيرة بنشر اثنين وعشرين بحثاًً وكتاباً على نطاق واسع في الموضوعات النظرية وموضوعات التنمية في مجال الاقتصاد.
أُقيل في التشكيل الوزاري الجديد.

## المناصب
- عضو الحزب الوطني الديمقراطي بمصر
- 2004 أعيد اختياره وزيرا للمالية والتأمينات في 31 ديسمبر 2005 بمصر
- 2005 عضو مجلس الشعب المصري فئة فئات حزب وطني بمصر
- عضو مجلس الشعب المصري سنة 2011 – عن الدائرة الثانية (فئات وطني - دائرة المعهد الفني) بالقاهرة قبل أن يقرر المجلس الأعلى للقوات المسلحة حل مجلسي الشعب والشورى
- وزارة المالية والتأمينات :وزير المالية (أُقيل من الوزارة بعد ثورة 25 يناير 2011).

## محاكمته
صرح المتحدث الرسمي للنيابة العامة الثلاثاء 23 مارس 2011 بأن النائب العام وافق على إحالة كل من أنس الفقي وزير الإعلام السابق ويوسف بطرس غالي وزير المالية السابق إلى محكمة جنايات القاهرة بتهمة الإضرار العمدي بالمال العام مع استمرار حبس المتهم الأول على ذمة القضية.
وأوضح المتحدث الرسمي في بيان وصلت وكالة الأنباء الألمانية (د.ب.أ) نسخة منه بأن تحقيقات النيابة العامة كشفت أن وزير الإعلام السابق طلب مبلغ 36 مليون جنيه من وزارة المالية للاتفاق على التغطية الإعلامية لانتخابات مجلسي الشعب والشورى وتمويل الحملة الإعلامية الخاصة بتغطية الأحداث السياسية الهامة والإنجازات التي تحققت خلال الفترة من عام 1981 إلى 2010 التي تولّى فيها النظام الحاكم السابق إدارة البلاد.
وجاء في التحقيقات إن وزير المالية السابق وافق على صرف هذا المبلغ من الأموال المخصصة لاحتياطات السلع والخدمات الاستراتيجية وقام وزير الإعلام السابق بإنفاق جانب من تلك المبالغ بالمخالفة للمعايير المعتمدة من مجلس الوزراء التي قصرت الانفاق منه على المتطلبات الحتمية القومية والطارئة والالتزامات المستجدة دون الأغراض التي تم الصرف عليها كما خالفت أحكام قانوني انتخابات مجلس الشعب والانتخابات الرئاسية والتي تحظر استخدام المال العام في الإنفاق على أغراض الدعاية الانتخابية.
حُكم عليه غيابياً يوم 4 يونيو بالسجن المشدد لمدة 30 عام ورد المبالغ المستولى عليها والغرامة.

## متفرقات
يوسف بطرس غالي حاصل على الجنسية الأمريكية.